# كأس العالم 1938
في بطولة كأس العالم لكرة القدم 1938 اُختيرت فرنسا لاستضافة البطولة التي جرت أحداثها من الرابع من يونيو سنة 1938، إلى التاسع عشر منه، وسبب هذا القرار الصادر من الاتحاد الدولي لكرة القدم باستضافة النسخة الثالثة من البطولة، هو حالة الغضب الشعبي الذي انتشر في القارة اللاتينية، حيث اُعتقد بأن الاستضافة تقوم على التناوب بين القارتين. ونتيجة لهذا القرار، لم تشارك الأورغواي، والأرجنتين في منافسات البطولة. في الوقت نفسه، لم يشارك منتخب إسبانيا في النهائيات، بسبب استمرار اشتعال نيران الحرب الأهلية فيها. وكانت هذه البطولة هي المرة الأولى التي يتأهل بها المستضيف وحامل اللقب بشكل تلقائي. فمنذ عام 1938 كان حامل اللقب يتأهل بصورة مباشرة إلى النهائيات التالية، إلى أن أُلغي هذا النظام مع بطولة كأس العالم لكرة القدم 2006.
كان من المقرر مشاركة 16 فريق في البطولة، لكن بعد انضمام النمسا لألمانيا في عملية (آنشلوس) في مارس من عام 1938، لم يتبقى سوى 15 فريقاً. ولم يمنح الاتحاد الدولي لكرة القدم حينها المنتخب اللاتفي حق المشاركة محل النمسا كونه الفريق المهزوم في الملحق المؤهل، ولذلك تقدم منتخب السويد (الذي كان من المفترض مقابلته لمنتخب النمسا) تلقائياً إلى دور الثمانية. أُقيم نهائي كأس العالم لكرة القدم 1938 على الاستاد الأولمبي في باريس، حيث شهد اللقاء أهداف كثيرة، فانتهى اللقاء بفوز منتخب إيطاليا لكرة القدم بنتيجة 4-2 على منتخب المجر لكرة القدم، وتصبح بذلك إيطاليا أول فريق يحافظ على لقبه في نهائيات كأس العالم، وأول منتخب يحقق كأس العالم لمرتين متتاليتين.
ثم توقفت البطولة بسبب الحرب العالمية الثانية لمدة 12 عاماً، وعادت إليها الروح في عام 1950. وبهذا، كانت إيطاليا حاملة للقب العالمي لمدة 16 عام (من 1934 إلى 1950)، وهي أطول مدة لمنتخب حمل لقب بطل العالم. خلال هذه الفترة قام نائب رئيس الاتحاد الدولي لكرة القدم ورئيس الاتحاد الإيطالي لكرة القدم الدكتور أوتورينو باراسي بإخفاء الكأس العالمية في صندوق حذاء، ووضعها تحت سريره طيلة فترة الحرب العالمية الثانية، وبتلك الصورة حماها من الوقوع تحت أيدي قوات الاحتلال.

## المستضيف
عقد الاتحاد الدولي لكرة القدم اجتماعا في برلين عاصمة ألمانيا في 13 أغسطس 1936 لتحديد مستضيف البطولة التالية. استحقت فرنسا الحصول على حق الاستضافة بعدما جمعت أكثر من نصف عدد الأصوات خلال الجولة الأولى. تسبب القرار غضبا في أمريكا الجنوبية حيث كان يعتقد أن البطولة ستكون بالتناوب بين القارتين؛ بدلا من ذلك، كانت البطولة الثانية على التوالي في أوروبا. ونتيجة لهذا القرار، لم تشارك الأورغواي، والأرجنتين في منافسات البطولة. كانت هذه كأس العالم الأخيرة التي ستقام قبل اندلاع الحرب العالمية الثانية.

## التصفيات
بسبب الغضب من قرار استضافة كأس العالم للمرة الثانية في أوروبا لم تشارك الأورغواي، والأرجنتين في منافسات البطولة. في الوقت نفسه، لم يشارك منتخب إسبانيا في النهائيات، بسبب استمرار اشتعال نيران الحرب الأهلية فيها.
وكانت هذه البطولة هي المرة الأولى التي يتأهل بها المستضيف وحامل اللقب بشكل تلقائي. فمنذ عام 1938 كان حامل اللقب يتأهل بصورة مباشرة إلى النهائيات التالية، إلى أن تم إلغاء ذاك النظام مع بطولة كأس العالم لكرة القدم 2006.
من 14 بطاقة تأهل تم تخصيص 11 بطاقة إلى أوروبا، اثنتين إلى الأمريكتين وواحدة إلى آسيا. ونتيجة لذلك، وكانت الدول الغير الأوروبية الثلاث: البرازيل وكوبا وجزر الهند الشرقية الهولندية. هذا كان أصغر عدد مشاركين لمنتخبات غير أوروبية من أي وقت مضى.
تأهلت النمسا لنهائيات كأس العالم، لكن بعدها اتحد المنتخب النمساوي مع الألماني. انسحبت النمسا، ضم المنتخب الألماني بعض اللاعبين النمساوين (لكن اللاعب ماتياس زينديلار رفض اللعب في فريق موحد). لاتفيا كانت في المركز الثاني للتصفيات، لكنها لم تشارك؛ بقي مكان النمسا فارغًا وتأهل السويد إلى الدور الثاني بشكل افتراضي نظرًا لعدم وجود أي منافس في الدور الأول.
وشهدت هذه البطولة أول وآخر مشاركة لكوبا وجزر الهند الشرقية الهولندية (إندونيسيا
- ). كما شهد أول مشاركة لبولندا والنرويج. كانت المشاركة الثانية لبولندا في عام 1974، وأما النرويج كانت المشاركة الثانية عام 1994.[7][8]

## الطريقة
تم الإبقاء على نظام إخراج المغلوب. إذا انتهت المباراة بالتعادل بعد 90 دقيقة، ثم 30 دقيقة من الوقت الإضافي ولم يسجل أي فريق هدف فإنه سيتم إعادة المباراة. وكانت هذه البطولة هي آخر بطولة تستعمل نظام إخراج المغلوب.

## الملاعب
| أنتيب                                     | بوردو                    | لو هافر           | ليل            |
| ----------------------------------------- | ------------------------ | ----------------- | -------------- |
| ملعب دو فورت كاري                         | ملعب شابان-دلماس         | ملعب جول ديشازو   | ملعب هنري جوري |
| السعة: 7,000                              | السعة: 34,694            | السعة: 22,000     | السعة: 15,000  |
|                                           |                          |                   |                |
| باريس                                     | باريس                    | ريمس              | ستراسبورغ      |
| بارك دي برينس                             | ملعب اولمبيك دي كولومبوس | ملعب اوغست ديلاون | ستاد دو لامينو |
| السعة: 48,712                             | السعة: 60,000            | السعة: 21,684     | السعة: 30,000  |
|                                           |                          |                   |                |
| ليون                                      | مارسيليا                 | تولوز             |                |
| ملعب جيرلان (أُلغيت المباراة الوحيدة هناك) | ستاد فيلودروم            | ملعب تولوز البلدي |                |
| السعة: 40,500                             | السعة: 48,000            | السعة: 35,472     |                |
|                                           |                          |                   |                |

## حكام البطولة
- جورج كابديفيل (فرنسا)
- ايفان إيكلند (السويد)
- جون لانغينوس (بلجيكا)
- لوسيان لوكليرك (فرنسا)
- هانز ووتريتش (سويسرا)
- لويس بايرت (بلجيكا)
- رينالدو بارلاسينا (إيطاليا)
- الويس بيرانك (النمسا)
- ألفريد بيرليم (ألمانيا)
- روجر كونراي (فرنسا)
- غوستاف كريست (تشيكوسلوفاكيا)
- جوزيبي سكاربي (إيطاليا)
- بال فون هيرتزكا (المجر)

## المُلخص

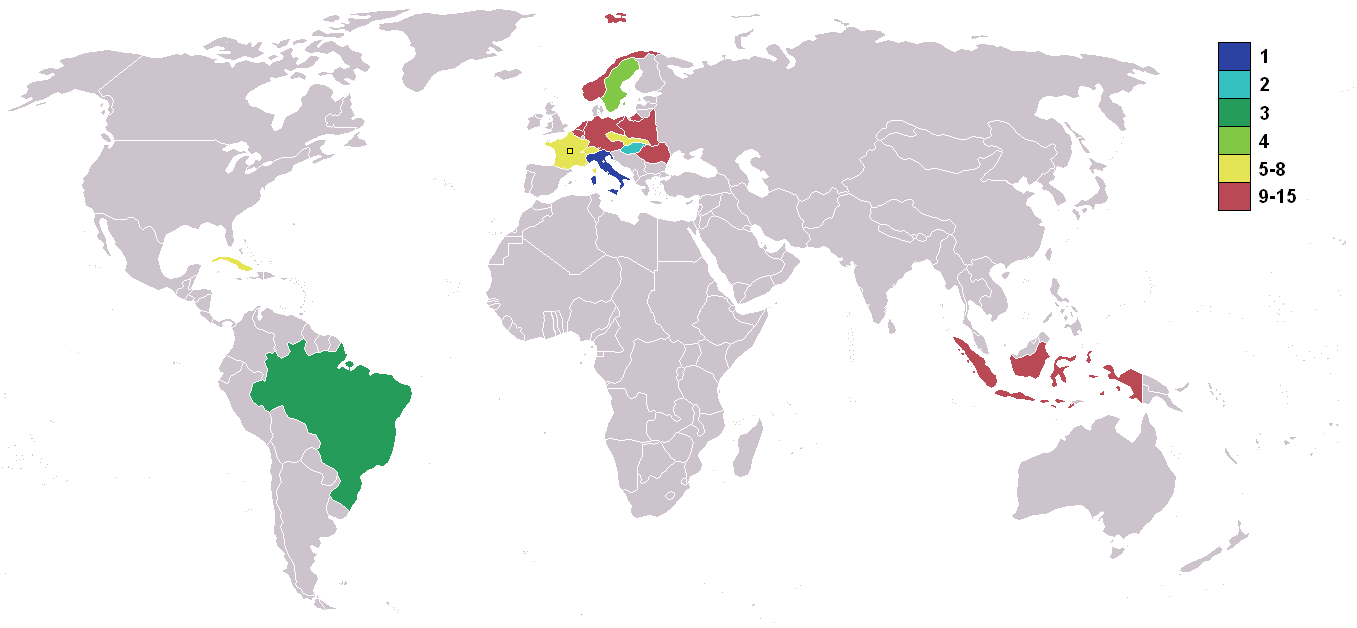
الدول المتأهلة

لُعب (للمرة الثانية) نظام إخراج المغلوب. وقد أُوقِف اللعب بها من بعدها، وتم استبدالها بنظام المجموعات. من ضمن سبعة مباريات، تم في خمسة منها لعب أشواط إضافية، وقد أُعيد إجراء مباراتين من أصل الخمسة. فكانت الإعادة في المباراة الأولى بين (سويسرا وألمانيا) ضم الفريق الألماني لاعبين نمساويين لأسباب سياسية، فانتصر السويسريون فيها بأربعة أهداف لهدفين. بينما تأهلت كوبا للدور الثاني بفوزها على حساب رومانيا.
وتأهلت السويد للدور الثاني دون أن تلعب كما الفرق الأخرى، وذلك، لغياب الفريق النمساوي عن البطولة، لكنها أثبتت بأن مستواها كان على قدر المنافسة باكتساحها كوبا بثمانية أهداف نظيفة. أمّا المستضيفة، فرنسا، فقد نالت هزيمتها على يد حاملة اللقب السابق (إيطاليا)، وودعت سويسرا البطولة بخسارتها أمام المجر. أمّا في مباراة تشيكوسلوفاكيا والبرازيل، فقد تم إعادتها بسبب تعادلهما في المواجهة الأولى، وانتهت بفوز الثانية بهدفين لهدف.

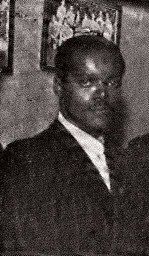
ليونيداس دا سيلفا هداف البطولة.

اكتسحت المجر الفريق السويد بخمس أهداف لهدف ضمن مباريات الدور النصف النهائي، بينما في لقاء البرازيل وإيطاليا، أراح البرازيليون لاعبهم البارز (ليونيداس) ليستعيد نشاطه في النهائي، وقد سبق هذا الإجراء ثقة كبيرة لتخطي الطليان، لكن أتت النتيجة عكسية، ولصالح إيطاليا بهدفين لهدف واحد. فيما حققت البرازيل لاحقاً، نصراً على السويد في مباراة تحديد المركز الثالث.
جرى النهائي على ملعب أولمبيك دي كولومبوس في باريس، وعلى أرضها شهدت شباكها العديد من الأهداف بين إيطاليا والمجر، فانتهت المباراة لصالح الطليان بأربعة أهداف لهدفين، فأصبحت إيطاليا بذلك، أول فريق يحافظ على لقبه في نهائيات كأس العالم. أبدى البعض بأن المجر – أو بشكل أحرى حارس مرماها – قد سمح لإيطاليا بربح اللقاء، وذلك لإنقاذ أرواح لاعبي الفريق الإيطالي بعد تلقيهم لبرقية من الرئيس (موسوليني) تقول فيها : ((النصر أو الموت)). حارس المرمى المجري أبدى إغاثته للإيطاليين بعد إحرازهم لأربعة أهداف في مرماه، وخسارة فريقه. وقد صرّح (إنتل زيرب) – حارس المرمى المجري – عن ما حدث بقوله : (ربما أدخلت أربعة أهداف في مرماي، لكني على الأقل أنقذت أرواحهم).
بسبب الحرب العالمية الثانية، لم تُجرى نهائيات كأس العالم لمدة 12 عاماً، وعادت إليها الروح في عام 1950. وبهذا، كانت إيطاليا حاملة للقب العالمي لمدة 16 عام (من 1934 إلى 1950). ومن المواقف التي لا تنسى، إخفاء نائب رئيس الاتحاد الدولي (فيفا) الدكتور الإيطالي (أوتورينو باراسي) الكأس العالمية في صندوق حذاء ووضعها تحت سريره طيلة فترة الحرب العالمية الثانية، وبتلك الصورة حماها من الوقوع تحت أيدي قوات الاحتلال. ولقد حقق البطولة المنتخب الإيطالي للمرة الثانية على التوالي بعد أن حقق البطولة السابقة التي أقيمت على ارضه في عام 1934 وبذلك يصبح أول منتخب يحقق كأس العالم مرتين متتاليتين.

## البطولة
جميع المباريات بتوقيت غرب أوروبا الصيفي.

هذه المصادر هي لكل البطولة

### النتائج
|  | الدور الأول                       | الدور الأول                        |                    |           | ربع النهائي                      | ربع النهائي   |                 |                 | نصف النهائي | نصف النهائي |  |  | النهائي | النهائي |
|  |                                   |                                    |                    |           |                                  |               |                 |                 |             |             |  |  |         |         |
|  | 5 يونيو - باريس                   |                                    |                    |           |                                  |               |                 |                 |             |             |  |  |         |         |
|  |                                   |                                    |                    |           |                                  |               |                 |                 |             |             |  |  |         |         |
|  | فرنسا                             | 3                                  |                    |           |                                  |               |                 |                 |             |             |  |  |         |         |
|  | فرنسا                             | 3                                  | 12 يونيو- باريس    |           |                                  |               |                 |                 |             |             |  |  |         |         |
|  | بلجيكا                            | 1                                  |                    |           |                                  |               |                 |                 |             |             |  |  |         |         |
|  | بلجيكا                            | 1                                  | فرنسا              | 1         |                                  |               |                 |                 |             |             |  |  |         |         |
|  | 5 يونيو- مارسيليا                 |                                    | فرنسا              | 1         |                                  |               |                 |                 |             |             |  |  |         |         |
|  |                                   | إيطاليا                            | 3                  |           |                                  |               |                 |                 |             |             |  |  |         |         |
|  | إيطاليا (وقت إضافي)               | إيطاليا                            | 3                  | 2         |                                  |               |                 |                 |             |             |  |  |         |         |
|  | إيطاليا (وقت إضافي)               |                                    | 16 يونيو- مارسيليا | 2         |                                  |               |                 |                 |             |             |  |  |         |         |
|  | النرويج                           | 1                                  |                    |           |                                  |               |                 |                 |             |             |  |  |         |         |
|  | النرويج                           | 1                                  | إيطاليا            | 2         |                                  |               |                 |                 |             |             |  |  |         |         |
|  | 5 يونيو- ستراسبورغ                |                                    | إيطاليا            | 2         |                                  |               |                 |                 |             |             |  |  |         |         |
|  |                                   | البرازيل                           | 1                  |           |                                  |               |                 |                 |             |             |  |  |         |         |
|  | البرازيل (وقت إضافي)              | البرازيل                           | 1                  | 6         |                                  |               |                 |                 |             |             |  |  |         |         |
|  | البرازيل (وقت إضافي)              | 12 يونيو– بوردو (الإعادة 14 يونيو) |                    | 6         |                                  |               |                 |                 |             |             |  |  |         |         |
|  | بولندا                            | 5                                  |                    |           |                                  |               |                 |                 |             |             |  |  |         |         |
|  | بولندا                            | 5                                  | البرازيل           | 1 (2)     |                                  |               |                 |                 |             |             |  |  |         |         |
|  | 5 يونيو - لو هافر                 |                                    | البرازيل           | 1 (2)     |                                  |               |                 |                 |             |             |  |  |         |         |
|  |                                   | تشيكوسلوفاكيا                      | 1 (1)              |           |                                  |               |                 |                 |             |             |  |  |         |         |
|  | تشيكوسلوفاكيا (وقت إضافي)         | تشيكوسلوفاكيا                      | 1 (1)              | 3         |                                  |               |                 |                 |             |             |  |  |         |         |
|  | تشيكوسلوفاكيا (وقت إضافي)         |                                    | 19 يونيو– باريس    | 3         |                                  |               |                 |                 |             |             |  |  |         |         |
|  | هولندا                            | 0                                  |                    |           |                                  |               |                 |                 |             |             |  |  |         |         |
|  | هولندا                            | 0                                  | إيطاليا            | 4         |                                  |               |                 |                 |             |             |  |  |         |         |
|  | 4 يونيو - باريس (الإعادة 9 يونيو) |                                    | إيطاليا            | 4         |                                  |               |                 |                 |             |             |  |  |         |         |
|  |                                   | المجر                              | 2                  |           |                                  |               |                 |                 |             |             |  |  |         |         |
|  | ألمانيا                           | المجر                              | 2                  | 1 (2)     |                                  |               |                 |                 |             |             |  |  |         |         |
|  | ألمانيا                           | 12 يونيو- ليل                      |                    | 1 (2)     |                                  |               |                 |                 |             |             |  |  |         |         |
|  | سويسرا                            | 1 (4)                              |                    |           |                                  |               |                 |                 |             |             |  |  |         |         |
|  | سويسرا                            | 1 (4)                              | سويسرا             | 0         |                                  |               |                 |                 |             |             |  |  |         |         |
|  | 5 يونيو - رانس                    |                                    | سويسرا             | 0         |                                  |               |                 |                 |             |             |  |  |         |         |
|  |                                   | المجر                              | 2                  |           |                                  |               |                 |                 |             |             |  |  |         |         |
|  | المجر                             | المجر                              | 2                  | 6         |                                  |               |                 |                 |             |             |  |  |         |         |
|  | المجر                             |                                    | 16 يونيو– باريس    | 6         |                                  |               |                 |                 |             |             |  |  |         |         |
|  | الهند الشرقية الهولندية           | 0                                  |                    |           |                                  |               |                 |                 |             |             |  |  |         |         |
|  | الهند الشرقية الهولندية           | 0                                  | المجر              | 5         |                                  |               |                 |                 |             |             |  |  |         |         |
|  | 5 يونيو- ليون                     |                                    | المجر              | 5         |                                  |               |                 |                 |             |             |  |  |         |         |
|  |                                   | السويد                             | 1                  |           | المركز الثالث                    | المركز الثالث |                 |                 |             |             |  |  |         |         |
|  | السويد                            | السويد                             | 1                  | مرشح أوحد | المركز الثالث                    | المركز الثالث |                 |                 |             |             |  |  |         |         |
|  | السويد                            | 12 يونيو- أنتيب                    | 12 يونيو- أنتيب    | مرشح أوحد |                                  |               | 19 يونيو- بوردو | 19 يونيو- بوردو |             |             |  |  |         |         |
|  | النمسا                            | 12 يونيو- أنتيب                    | 12 يونيو- أنتيب    |           |                                  |               | 19 يونيو- بوردو | 19 يونيو- بوردو |             |             |  |  |         |         |
|  | السويد                            | 8                                  | البرازيل           | 4         |                                  |               |                 |                 |             |             |  |  |         |         |
|  | السويد                            | 8                                  | البرازيل           | 4         | 5 يونيو- تولوز (الإعادة 9 يونيو) |               |                 |                 |             |             |  |  |         |         |
|  |                                   | كوبا                               | 0                  |           | السويد                           | 2             |                 |                 |             |             |  |  |         |         |
|  | كوبا                              | كوبا                               | 0                  | 3 (2)     | السويد                           | 2             |                 |                 |             |             |  |  |         |         |
|  | كوبا                              |                                    |                    | 3 (2)     |                                  |               |                 |                 |             |             |  |  |         |         |
|  | رومانيا                           | 3 (1)                              |                    |           |                                  |               |                 |                 |             |             |  |  |         |         |
|  | رومانيا                           | 3 (1)                              |                    |           |                                  |               |                 |                 |             |             |  |  |         |         |

#### الدور الأول
| ألمانيا           | 1–1 (وقت إضافي) | سويسرا             |
| ----------------- | --------------- | ------------------ |
| جوزيف غايوشيل 29' | (تقرير)         | أندريه أبيغلين 43' |

| المجر                                                                              | 6–0     | الهند الشرقية الهولندية |
| ---------------------------------------------------------------------------------- | ------- | ----------------------- |
| فيلموس كوهوت 14' · غيزا تولدي 16' · غيورغي شاروشي 25'، 88' · غيولا زينغيلر 30' 67' | (تقرير) |                         |

| السويد | مرشح أوحد | النمسا |
| ------ | --------- | ------ |
|        |           |        |

| كوبا                                         | 3–3 (وقت إضافي) | رومانيا                                                   |
| -------------------------------------------- | --------------- | --------------------------------------------------------- |
| هيكتور سوكورو 44'، 103' · خوسيه ماغرينيا 69' | (تقرير)         | سيلفيو بينديا 35' · يوليو باراتكي 88' · شتيفان دوباي 105' |

| فرنسا                                  | 3–1     | بلجيكا             |
| -------------------------------------- | ------- | ------------------ |
| إيميل فينانت 1' · جان نيكولاس 16'، 69' | (تقرير) | هنري أيسمبورغس 38' |

| إيطاليا                             | 2–1 (وقت إضافي) | النرويج          |
| ----------------------------------- | --------------- | ---------------- |
| بيترو فيراريس 2' · سيلفيو بيولا 94' | (تقرير)         | آرنه بروستاد 83' |

| البرازيل                                                                        | 6–5 (وقت إضافي) | بولندا                                                             |
| ------------------------------------------------------------------------------- | --------------- | ------------------------------------------------------------------ |
| ليونيداس دا سيلفا 18'، 93'، 104' · روميو بليكسياري 25' · خوسيه بيراسيو 44'، 71' | (تقرير)         | فريدريش سشيرفيك 23' (ركلة.) · إرنست فيليموفسكي 53'، 59'، 89'، 118' |

| تشيكوسلوفاكيا                                               | 3–0 (وقت إضافي) | هولندا |
| ----------------------------------------------------------- | --------------- | ------ |
| يوسف كوشتاليك 93' · أولدريتش نييدلي 111' · جوزيف زيمان 118' | (تقرير)         |        |

##### الإعادة
| ألمانيا                                       | 2–4     | سويسرا                                                          |
| --------------------------------------------- | ------- | --------------------------------------------------------------- |
| ويلهلم هانيمان 8' · إرنست لورتسشير 22' (ه.ذ.) | (تقرير) | يوجين والاسشيك 42' · ألفريد بيكيل 64' · أندريه أبيغلين 75'، 78' |

| كوبا                                   | 2–1     | رومانيا          |
| -------------------------------------- | ------- | ---------------- |
| هيكتور سوكورو 51' · توماس فرنانديز 57' | (تقرير) | شتيفان دوباي 35' |

#### ربع النهائي
| سويسرا | 0–2     | المجر                                 |
| ------ | ------- | ------------------------------------- |
|        | (تقرير) | غيورغي شاروشي 40' · غيولا زينغيلر 89' |

| السويد                                                                                     | 8–0     | كوبا |
| ------------------------------------------------------------------------------------------ | ------- | ---- |
| تور كيلر 9'، 80'، 81' · غوستاف ويترستروم 32'، 37'، 44' · آرنه نيبرغ 84' · هاري أندرسون 90' | (تقرير) |      |

| فرنسا              | 1–3     | إيطاليا                                  |
| ------------------ | ------- | ---------------------------------------- |
| أوسكار هيسيرير 10' | (تقرير) | جينو كولايساي 9' · سيلفيو بيولا 51'، 72' |

| البرازيل              | 1–1 (وقت إضافي) | تشيكوسلوفاكيا               |
| --------------------- | --------------- | --------------------------- |
| ليونيداس دا سيلفا 30' | (تقرير)         | أولدريتش نييدلي 65' (ركلة.) |

##### الإعادة
| البرازيل                                           | 2–1     | تشيكوسلوفاكيا         |
| -------------------------------------------------- | ------- | --------------------- |
| ليونيداس دا سيلفا 57' · روبرتو دا كونها إميليو 62' | (تقرير) | فلاستيميل كوبيسكي 25' |

#### نصف النهائي
| المجر                                                                                  | 5–1     | السويد        |
| -------------------------------------------------------------------------------------- | ------- | ------------- |
| سفين جاكوبسون 19' (ه.ذ.) · بال تيتكوس 37' · غيولا زينغيلر 39'، 85' · غيورغي شاروشي 65' | (تقرير) | آرنه نيبرغ 1' |

| إيطاليا                                       | 2–1     | البرازيل            |
| --------------------------------------------- | ------- | ------------------- |
| جينو كولايساي 55' · جوزيبي مياتزا 60' (ركلة.) | (تقرير) | روميو بليكسياري 87' |

#### مباراة المركز الثالث
| السويد                            | 2–4     | البرازيل                                                             |
| --------------------------------- | ------- | -------------------------------------------------------------------- |
| سفين يوناسون 28' · آرنه نيبرغ 38' | (تقرير) | روميو بليكسياري 44' · ليونيداس دا سيلفا 63'، 74' · خوسيه بيراسيو 80' |

#### النهائي
| المجر                             | 2–4     | إيطاليا                                       |
| --------------------------------- | ------- | --------------------------------------------- |
| بال تيتكوس 8' · غيورغي شاروشي 70' | (تقرير) | جينو كولايساي 6' (35) · سيلفيو بيولا 16'، 82' |

## البطل
| كأس العالم لكرة القدم 1938 |
| -------------------------- |
| إيطاليا للمرة الثانية      |

## جائزة الحذاء الذهبي
1.ليونيداس دا سيلفا (البرازيل)

2.غيولا زينغيلر (المجر)

3.سيلفيو بيولا (إيطاليا)

3.(مكرر) غيورغي شاروشي (المجر)

## هدافو البطولة
هداف البطولة كان ليونيداس دا سيلفا بتسجيله سبعة أهداف. مجموع أهداف البطولة كان 84 هدف سجلهم 42 لاعب، هدفين كانا عكسيين.
| 7 أهداف - ليونيداس دا سيلفا | 5 أهداف - غيورغي شاروشي - غيولا زينغيلر - سيلفيو بيولا | 4 أهداف - جينو كولايساي - إرنست فيليموفسكي |

3 أهداف
| - خوسيه بيراسيو - روميو بليكسياري - هيكتور سوكورو | - هاري أندرسون - آرنه نيبرغ | - غوستاف ويترستروم - أندريه أبيغلين |

هدفين
| - أولدريتش نييدلي | - جان نيكولاس - بال تيتكوس | - شتيفان دوباي |

هدف واحد
| - هنري أيسمبورغس - روبرتو دا كونها إميليو - توماس فرنانديز - خوسيه ماغرينيا - فلاستيميل كوبيسكي - يوسف كوشتاليك - جوزيف زيمان - أوسكار هيسيرير | - إيميل فينانت - جوزيف غايوشيل - ويلهلم هانيمان - فيلموس كوهوت - غيزا تولدي - بيترو فيراريس - جوزيبي مياتزا - آرني بروستاد | - فريدريش سشيرفيك - يوليو باراتكي - سيلفيو بينديا - تور كيلر - سفين يوناسون - ألفريد بيكيل - يوجين والاسشيك |

هدف ذاتي
- سفين ياكوبسون (ضد المجر)
- إرنست لورتسشير (ضد ألمانيا)

## ترتيب المنتخبات حسب النقاط والأهداف

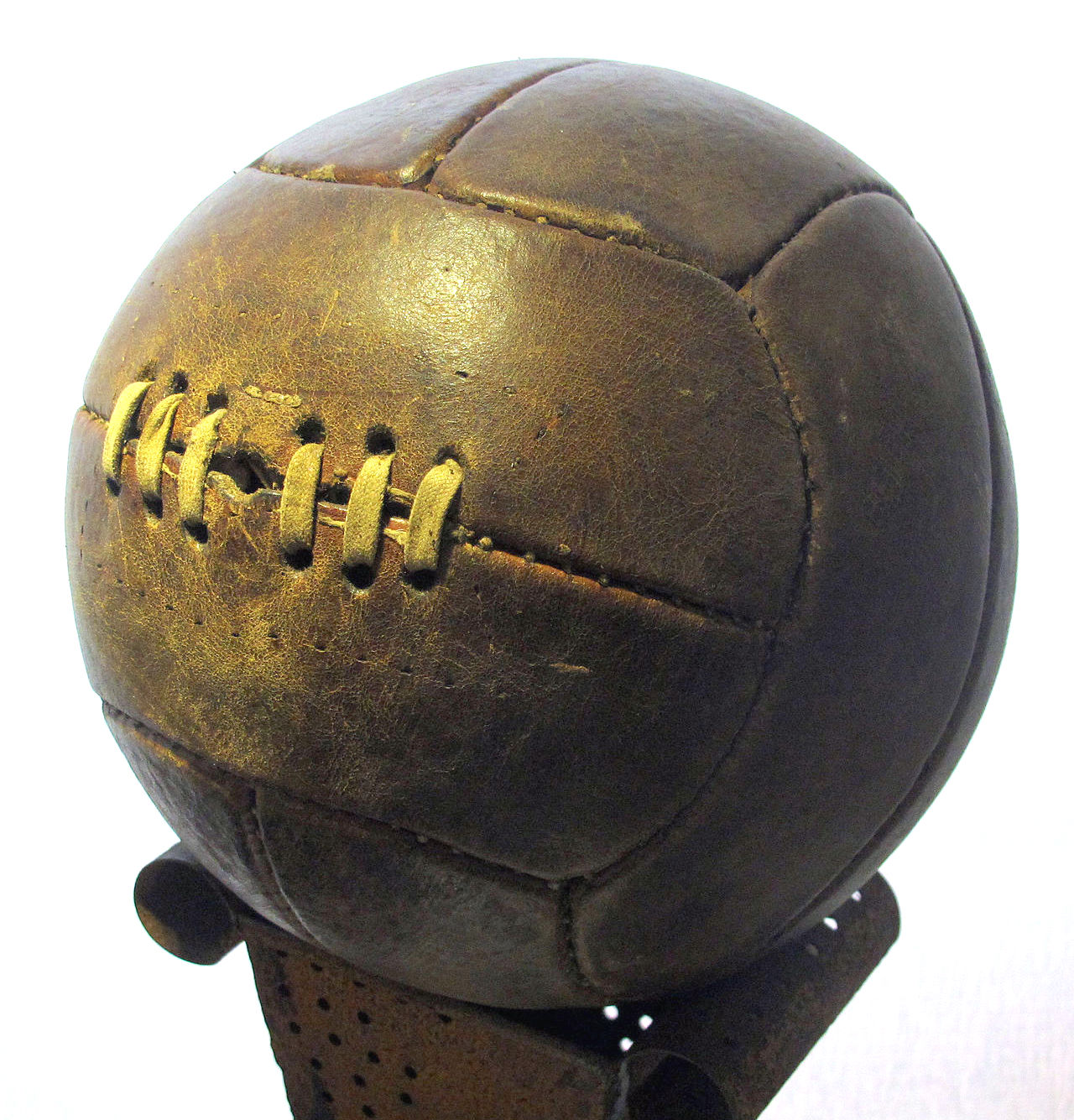
كرة البطولة

في عام 1986، نشرت الفيفا تقريرأ بمراتب الفرق في كل بطولات كأس العالم، حتى عام 1986، وكانت تصنيفات للبطولة 1938 على النحو التالي:
| الترتيب | المنتخب           | فاز | تعادل | خسر | نقط | له | عليه | فرق |
| ------- | ----------------- | --- | ----- | --- | --- | -- | ---- | --- |
| 1       | إيطاليا           | 4   | 0     | 0   | 8   | 11 | 5    | 6   |
| 2       | المجر             | 3   | 0     | 1   | 6   | 15 | 5    | 10  |
| 3       | البرازيل          | 3   | 1     | 1   | 7   | 14 | 11   | 3   |
| 4       | السويد            | 1   | 0     | 2   | 2   | 11 | 9    | 2   |
| 5       | تشيكوسلوفاكيا     | 1   | 1     | 1   | 3   | 5  | 3    | 2   |
| 6       | سويسرا            | 1   | 1     | 1   | 3   | 5  | 5    | 0   |
| 7       | كوبا              | 1   | 1     | 1   | 3   | 5  | 12   | 7-  |
| 8       | فرنسا             | 1   | 0     | 1   | 2   | 4  | 4    | 0   |
| 9       | رومانيا           | 0   | 1     | 1   | 1   | 4  | 5    | 1-  |
| 10      | ألمانيا           | 0   | 1     | 1   | 1   | 3  | 5    | 2-  |
| 11      | بولندا            | 0   | 0     | 1   | 0   | 5  | 6    | 1-  |
| 12      | النرويج           | 0   | 0     | 1   | 0   | 1  | 2    | 1-  |
| 13      | بلجيكا            | 0   | 0     | 1   | 0   | 1  | 3    | 2-  |
| 14      | هولندا            | 0   | 0     | 1   | 0   | 0  | 3    | 3-  |
| 15      | جزر الهند الشرقية | 0   | 0     | 1   | 0   | 0  | 6    | 6-  |
| ***     | المجموع           | 15  | 3     | 15  | *** | 84 | 84   | 0   |

ملحوظة:الخطوط الزرقاء تفصل ما بين الأدوار التي تقصى فيها الفرق.

## وصلات خارجية
- موقع المنظمة الدولية لإحصاءات كرة القدم
- موقع الفيفا